# Universität Shimane

Matsue-Campus (2023)

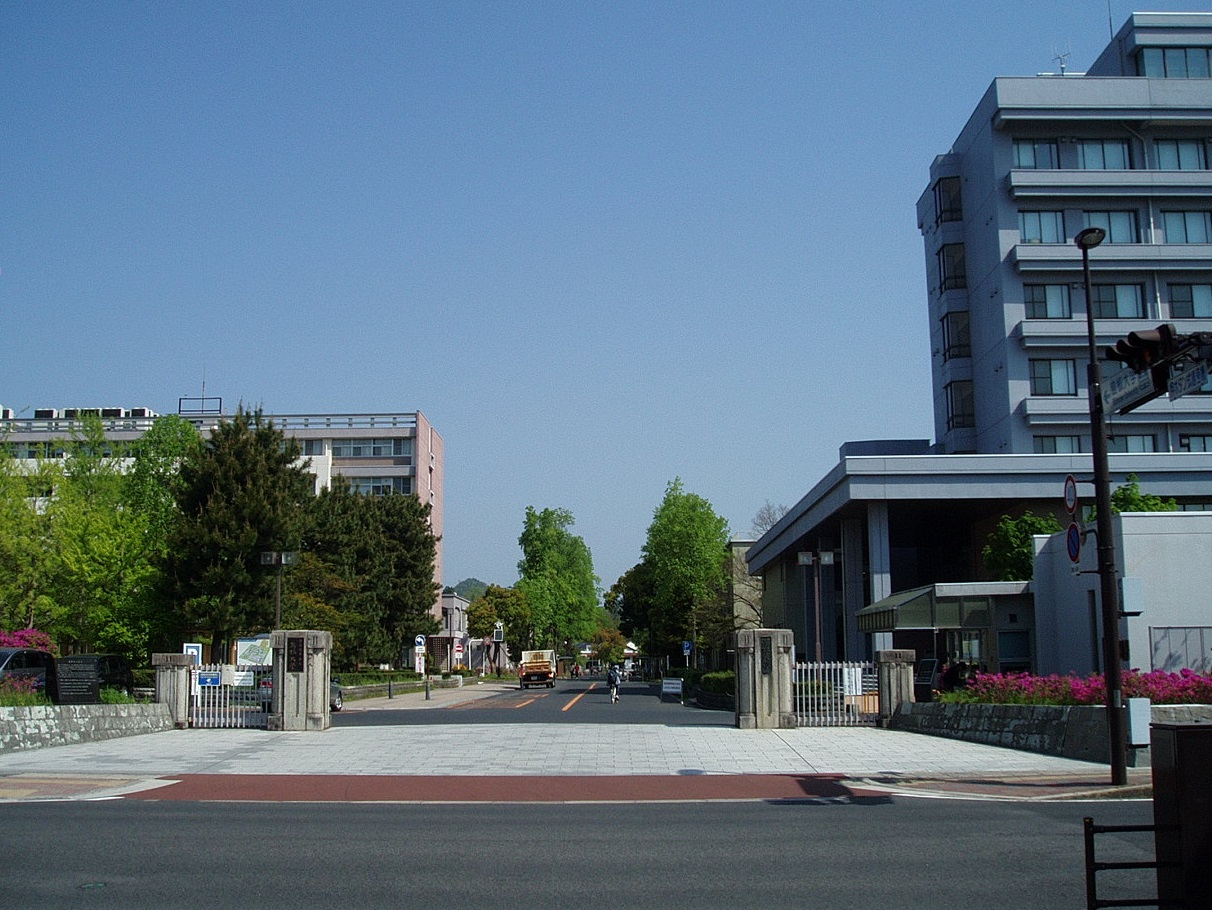
Haupttor zum Matsue-Campus (2014)

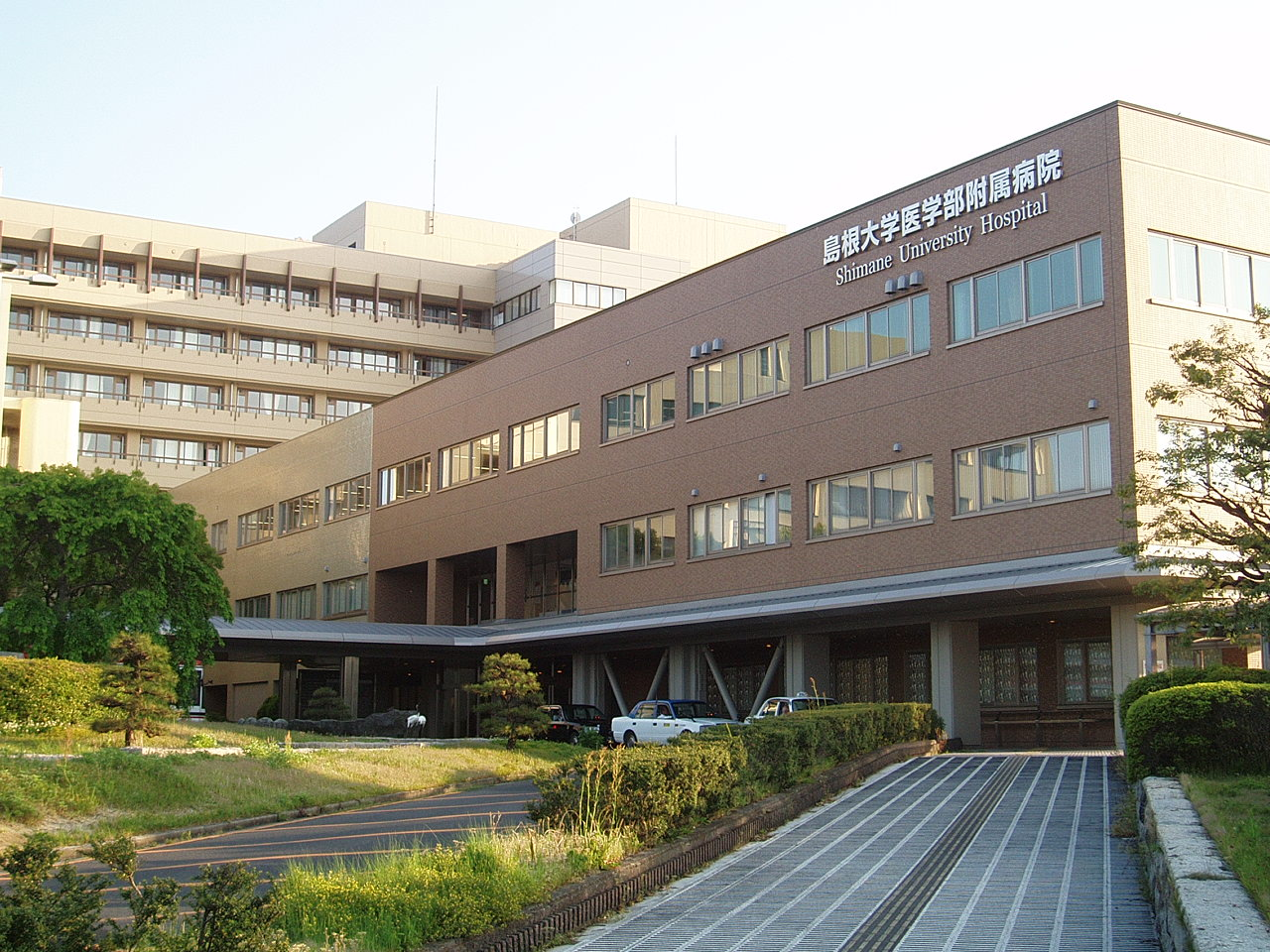
Universitätsklinikum am Izumo-Campus (2014)

Die Universität Shimane (japanisch 島根大学 Shimane daigaku, kurz 島大 Shimadai) ist eine staatliche Universität in Japan. Der Hauptcampus liegt in Matsue in der Präfektur Shimane.

## Geschichte
Die (ältere) Universität Shimane wurde 1949 durch den Zusammenschluss der folgenden staatlichen Schulen gegründet:
- die Oberschule Matsue (松江高等学校, Matsue kōtō gakkō, gegründet 1920),
- die Normalschule Shimane (島根師範学校, Shimane shihan gakkō, gegründet 1875), und
- die Jugend-Normalschule Shimane (島根青年師範学校, Shimane seinen shihan gakkō in Izumo, gegründet 1933).

Die Universität wurde mit zwei Fakultäten eröffnet: Geistes- und Naturwissenschaftliche Fakultät, und Pädagogische Fakultät. 1965 wurde die Präfekturale Landwirtschaftshochschule Shimane (島根県立島根農科大学, Shimane-kenritsu Shimane nōka daigaku, gegründet 1921) zur Fakultät für Agrarwissenschaft. 2003 wurden die (ältere) Universität Shimane und die Medizinische Universität Shimane (島根医科大学, Shimane ika daigaku, gegründet 1975) zur neueren Universität Shimane zusammengelegt.

## Fakultäten
- Matsue-Campus (in Matsue, Präfektur Shimane, 35° 29′ 10,9″ N, 133° 4′ 5,4″ OKoordinaten: 35° 29′ 10,9″ N, 133° 4′ 5,4″ O):
  - Fakultät für Rechts- und Geisteswissenschaften
  - Fakultät für Pädagogik
  - Fakultät für interdisziplinäre Natur- und Ingenieurwissenschaften
  - Fakultät für Bioressourcen (vormals Agrarwissenschaft)
- Izumo-Campus (in Izumo, Präfektur Shimane, 35° 20′ 50,4″ N, 132° 45′ 19″ O):
  - Fakultät für Medizin